# 6-й Дачный
6-й Дачный — микрорайон в Саратове.

## История
Посёлок получил название по остановке «6-я Дачная» Дачной линии саратовского трамвая. 1 сентября 1962 года была открыта средняя школа №100. В 1968 году на территории микрорайона была открыта «Городская поликлиника № 9».

## Географическое положение
Находится в Ленинском районе северо-западной части города Саратова.

## Объекты и учреждения
- Памятник героям панфиловцам
- Центр реабилитации[1]
- МУЗ «Городская поликлиника № 9»[2]
- МОУ «Средняя образовательная школа № 100»[3]
- МДОУ «Детский сад № 172»
- МДОУ «Детский сад № 193»
- МДОУ «Детский сад № 217»
- Детский дом
- Мини-маркеты сети «Гроздь», «Рациональ», «Рубль бум»

## Общественный транспорт

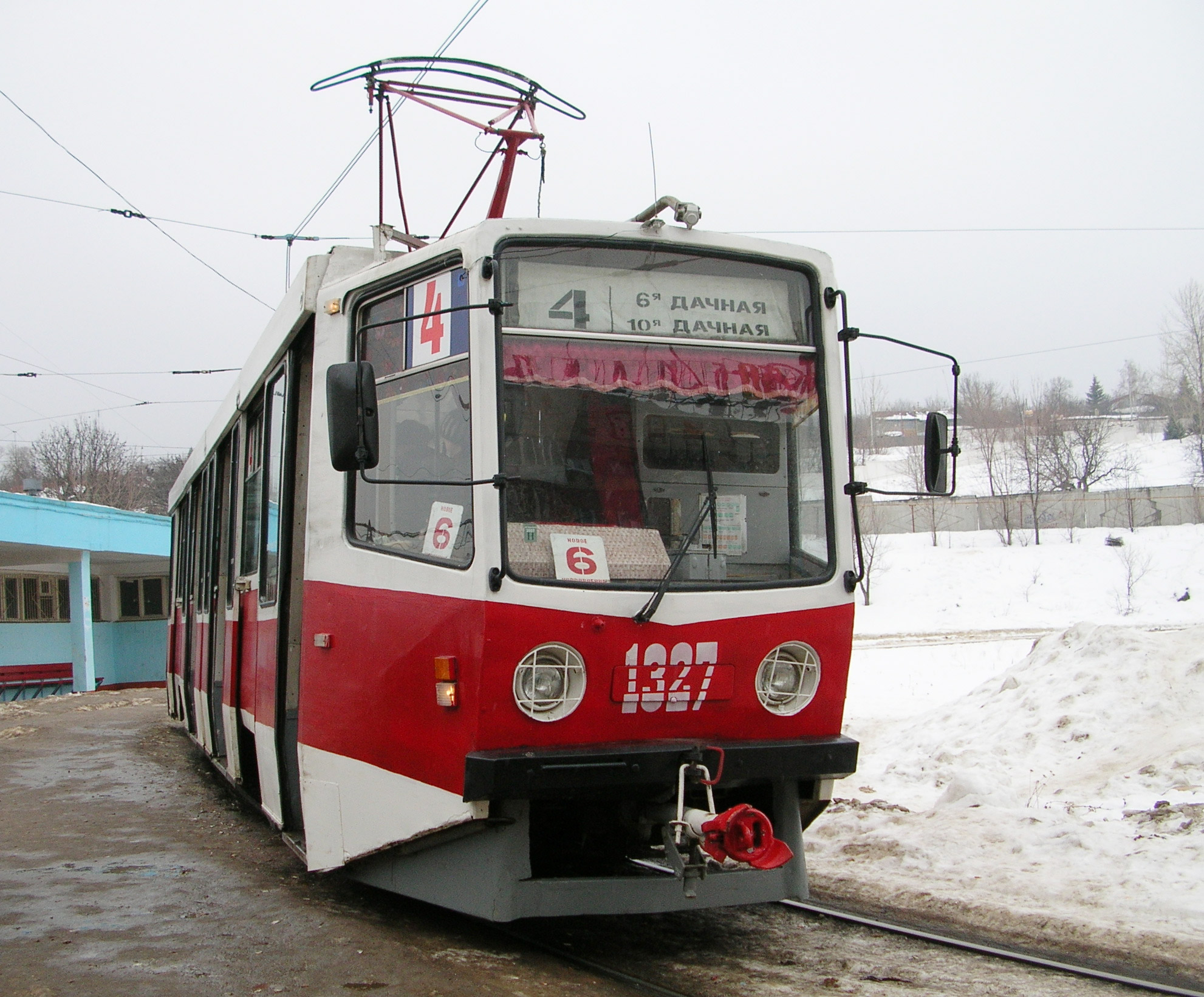
Трамвай № 6 на остановке «6-я Дачная»

На 6-ю Дачную можно попасть следующими маршрутами:
Маршрутные такси: 46 (Пл. Ленина — пос. Поливановка)
Трамвай:
- 3 (Мирный переулок — 6-я Дачная).
- 4 (6-я дачная — 10-я Дачная)[4].
- 6 (6-я дачная — Школа № 52).